# 乙女ごころ三人姉妹
『乙女ごころ三人姉妹』（おとめごころさんにんしまい）は、1935年に公開された成瀬巳喜男監督の日本映画。
川端康成の小説『浅草の姉妹』が原作。

## スタッフ
- 監督 : 成瀬巳喜男[1]
- 原作 : 川端康成 『浅草の姉妹』[3]
- 脚本 : 成瀬巳喜男[1]
- 撮影 : 鈴木博[1]
- 美術 : 久保一雄[2]
- 編集 : 岩下広一[3]
- 音楽監督 : 紙恭輔[3]
- 演奏 : P.C.L.管絃楽団[2]
- 主題歌作詞 : 佐藤惣之助、サトウ・ハチロー[3]
- 録音 : 杉井幸一[2]
- 現像 : 小野賢治[2]

## キャスト
- 細川ちか子 - おれん[3]
- 堤真佐子 - お染[3]
- 梅園竜子 - 千枝子[3]
- 林千歳 - 母親[3]
- 松本千里 - 養女お春[2]
- 三條正子 - 養女お島[2]
- 松本万里代 - 養女お絹[2]
- 大川平八郎 - 青山[3]
- 滝沢脩 - 小杉[3]
- 伊藤薫 - 腕白小僧[3]
- 岸井明 - 客[3]
- 藤原釜足 - 酔っぱらい[3]
- 三島雅夫 - 六区の不良[3]
- 大友純 - 六区の不良[3]